# Brutparasitismus

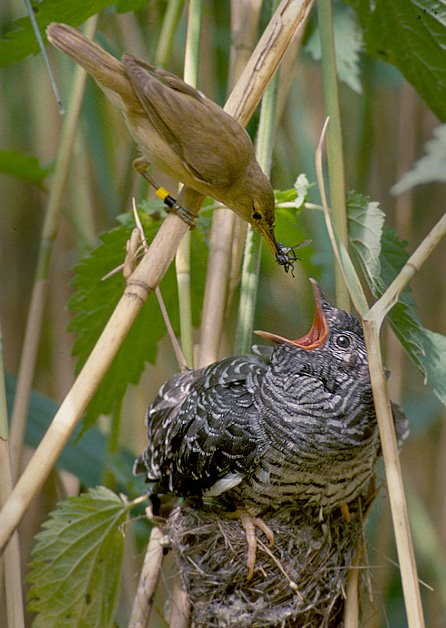
Teichrohrsänger füttert fast flüggen Kuckuck

Brutparasitismus ist das Verhalten einiger Tierarten, ihr Gelege nicht selbst zu bebrüten, sondern von Ersatzeltern (Wirten) ausbrüten zu lassen, die auch die  anschließende Fütterung und Führung der meist artfremden Jungtiere übernehmen. Das bekannteste Beispiel für einen europäischen Brutschmarotzer ist der Kuckuck, der keine eigenen Jungvögel groß zieht. Die meisten Brutschmarotzer unter den Vögeln finden sich jedoch in Afrika: Dort betreiben 50 Arten keine Brutpflege, in Südostasien trifft dies auf 34 Vogelarten zu.
Brutparasitismus ist vor allem ein vogelkundlicher Fachbegriff, doch wird er auch in anderen Fachgebieten der Zoologie, wie zum Beispiel der Entomologie verwendet. In den meisten Fällen führt Brutparasitismus zu einem Reproduktionsnachteil der Wirtseltern. Die Brutschmarotzer  verringern damit ihren Aufwand für Brutfürsorge oder Brutpflege. Sie ersparen sich dadurch den Aufwand der Futtersuche für ihren Nachwuchs, was ihnen ermöglicht, mehr Nahrung für sich selbst zu finden und dadurch mehr Eier zu legen. Der Nachteil dieser Fortpflanzungsstrategie ist, dass manche Wirte das fremde Gelege erkennen und es entweder entfernen oder ein komplett neues Gelege beginnen.
Im Deutschen tragen parasitierende Tiere häufig den Namenszusatz Kuckucks~, zum Beispiel die Kuckucksente, Kuckucksbienen oder der Kuckucks-Fiederbartwels.
Es wird zwischen intraspezifischem und interspezifischem Brutparasitismus unterschieden.

## Intraspezifischer Brutparasitismus

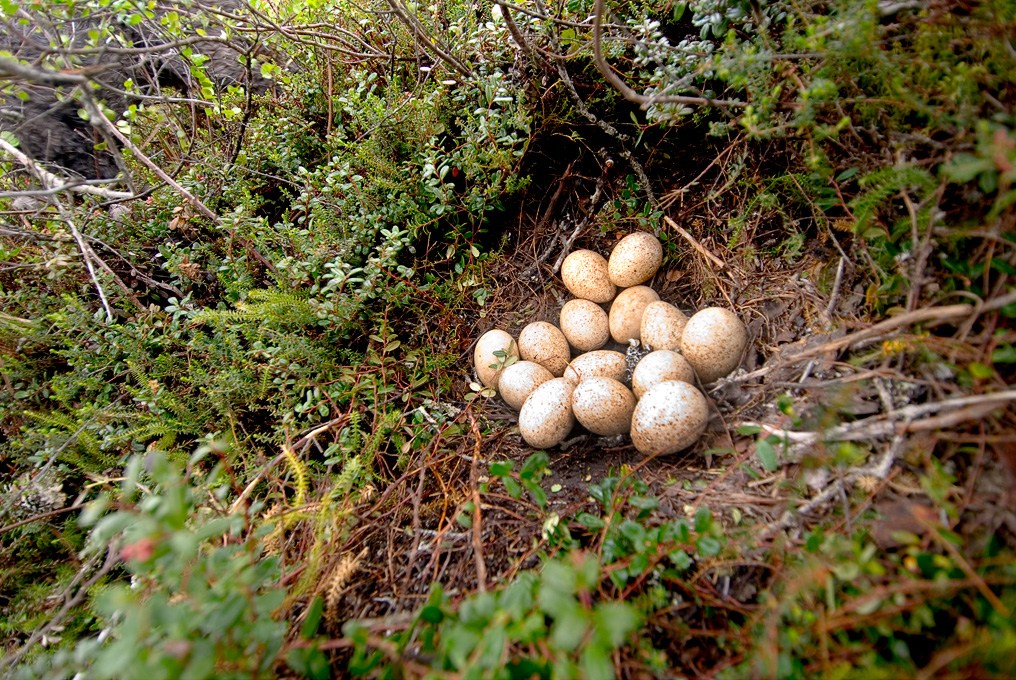
Gelege eines Tannenhuhns (Falcipennis canadensis) Die Durchschnittsgelegegröße dieser Art liegt bei 5 Eiern; ein 14er Gelege deutet auf die Beteiligung mehrerer Weibchen hin

Bei dieser Variante des Parasitierens legt ein Weibchen einer Art seine Eier in das Nest der gleichen Art. Ob es daneben selbst auch noch ein Gelege bebrütet, ist sowohl individuell als auch artspezifisch unterschiedlich. Intraspezifischer Brutparasitismus ist schwer nachweisbar, so dass er möglicherweise häufiger vorkommt als bisher angenommen. Viele Entenvögel und einige Koloniebrüter, wie zum Beispiel die Saatkrähe oder einige Schwalbenarten, zeigen zumindest gelegentlich dieses Verhalten. Immer dann, wenn Gelege ungewöhnlich groß sind, muss auch an diese Form des Parasitierens gedacht werden. Allerdings sind die Grenzen zum Gemeinschaftsbrüten manchmal fließend, so dass nicht immer von einem parasitären, die Reproduktionschancen des Wirtes mindernden Verhalten gesprochen werden kann.

## Interspezifischer Brutparasitismus

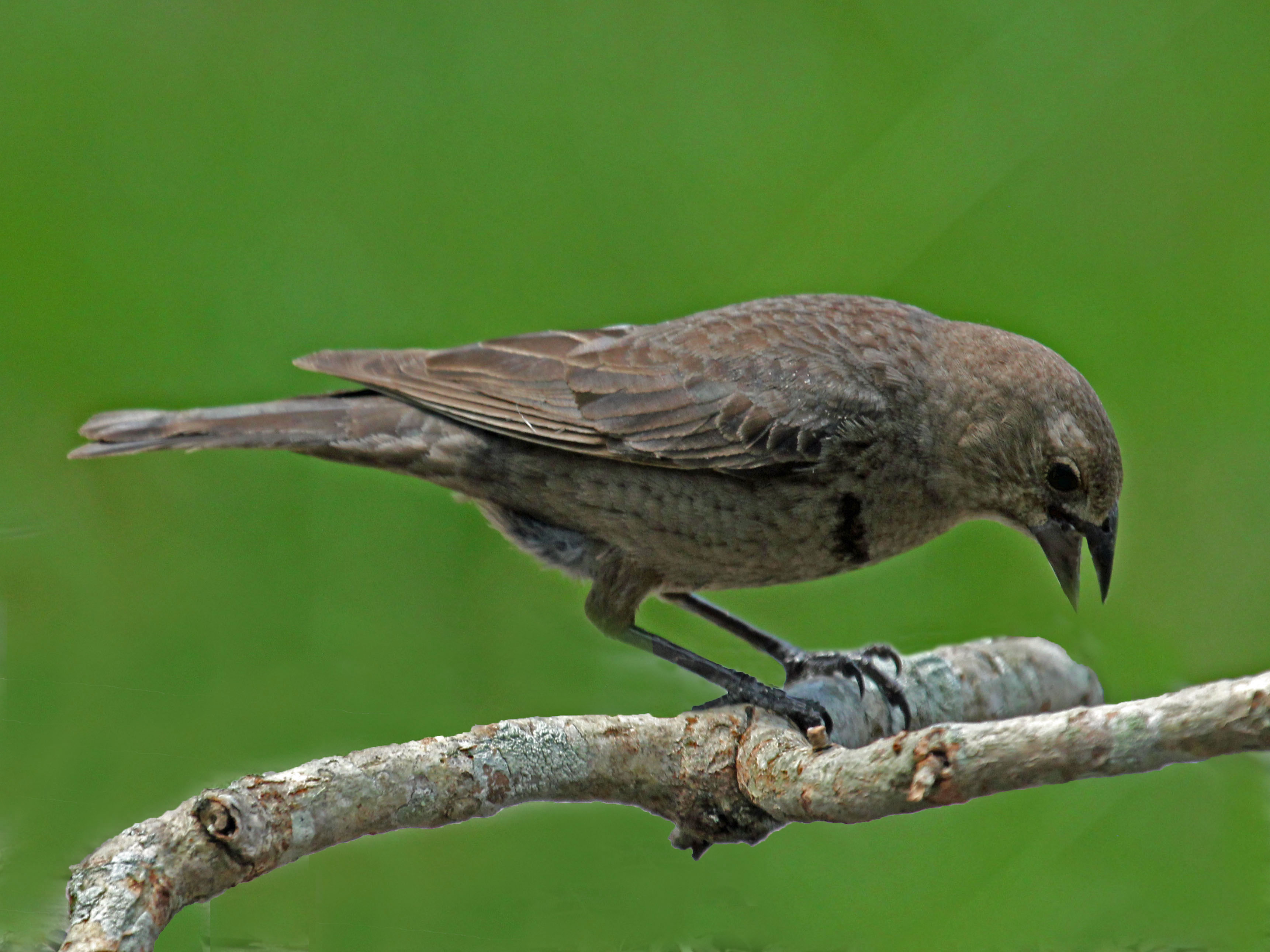
Weibchen des Braunkopf-Kuhstärlings – Braunkopf-Kuhstärlinge zählen zu den obligaten Brutparasiten

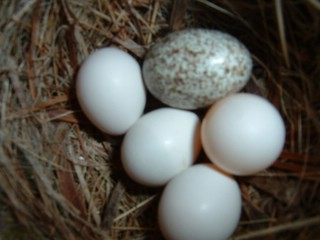
Ei des Braunkopf-Kuhstärlings im Nest des
Weißbauch-Phoebetyranns (Sayornis phoebe)

Gelege des Gartenrotschwanzes mit Kuckucksei. Es ist das linke, etwas größere Ei.

Beim interspezifischen Brutparasitismus ist das parasitäre Verhalten immer feststellbar. Meistens wird nur ein Ei pro Nest abgelegt. Wachsen die Nachkommen in artfremden Nestern auf, sind sie normalerweise größer als die Jungen der Wirtseltern und können sogar deutlich größer als ihre Wirtseltern selbst werden. Durch diesen Größenvorteil erhalten sie mehr Futter als die Nachkommen der Wirtseltern und sind oft schon kurz nach dem Schlüpfen in der Lage, die anderen Jungvögel und weitere Eier aus dem Nest zu werfen, so dass sie alleine im Nest bleiben.

### Fakultativer Brutparasitismus
Interspezifischer Brutparasitismus kann fakultativ oder obligat auftreten.
Fakultativ parasitierende Eltern zeitigen meist ein eigenes Gelege, erhöhen aber ihre Reproduktion, indem sie Eier in Wirtsnester ablegen. Die Wirtseltern ziehen die fremden Jungen in der Regel neben ihren eigenen groß, so dass eine starke Synchronisation zwischen Parasit und Wirt in Bezug auf Eigröße, Brutdauer und Nahrungsgewohnheiten notwendig ist.

### Obligater Brutparasitismus
Obligate Brutparasiten, von denen bisher etwa 100 Arten bekannt sind, betreuen kein eigenes Gelege. Sie legen ihre Eier einzeln, seltener paarweise, in die Nester der Wirtseltern, wobei die Auswahl der Wirte sowohl in Anzahl als auch Art sehr unterschiedlich sein kann. Einige Arten, wie zum Beispiel Kuhstärlinge, parasitieren fast ausschließlich andere Stärlinge. Alle Witwenvögel  (Viduinae) parasitieren einzelne Prachtfinkenarten (Estrildidae). Prachtfinkeneier und -junge werden von den schlüpfenden Witwenvögeln allerdings nicht aus dem Nest verdrängt. Sie wachsen vielmehr gemeinsam mit ihren Stiefgeschwistern auf. Sie zeigen dabei nicht nur die gleiche Körpergefieder, Rachenzeichnung, Papillen oder Schnabelrandwülste wie junge Prachtfinken, sondern gleichen diesen auch in ihren Bettelbewegungen und -lauten. Die Spezialisierung auf bestimmte Arten der Wirte ist so weit fortgeschritten, dass erfolgreiche Männchen sowohl ihren arteigenen als auch den Gesang des Wirtes beherrschen.
Ebenso scheinen alle Vertreter der Honiganzeiger (Indicatoridae) obligate Brutparasiten zu sein.

### Verhaltensanpassungen der Kuckucke, die Brutparasitismus ermöglichen
Besonders erfolgreich hat sich interspezifischer Brutparasitismus in der Vogelfamilie der Kuckucke (Cuculidae) etabliert, von deren etwa 140 Arten 57 Arten obligate Brutschmarotzer sind. Einige weitere parasitieren unter Aufrechterhaltung einer eigenen Brutpflege nur bei passender Gelegenheit, eine Verhaltensweise, die evolutionär als Übergangsphase zum obligaten Brutparasitismus angesehen wird. Bei obligat brutparasitierenden Kuckucken ist die parasitäre Qualität des Verhaltens sehr groß, da das Gelege bzw. die Jungen der Wirte in der Regel entweder vom legenden Weibchen oder später vom gerade erst geschlüpften Parasiten entfernt werden. Dazu haben viele Kuckucksarten eine Reihe von Anpassungen entwickelt:
- Synchronisation der Eireifung: Wahrscheinlich wird die Eireifung durch Beobachten der Nestbauaktivitäten eines potentiellen Wirtes stimuliert.
- Beschleunigte Eiablage: Bei Brutparasiten muss die Eiablage sehr schnell erfolgen, da die Wirtseltern auf Störungen empfindlich reagieren könnten. Einige Kuckucksarten können das fertige Ei im Eileiter aufbewahren, so dass sie im Gelegenheitsfall sehr schnell legen können. Edgar Chance konnte in einer Feldstudie nachweisen, dass die Weibchen des auch in Mitteleuropa beheimateten Kuckucks lediglich 10 Sekunden benötigen, um ihr Ei abzulegen.[3] Häherkuckucke benötigen sogar nur drei Sekunden, um ihre Eier in die offenen Nester von Krähen zu legen. Sie sind auf diese Geschwindigkeit angewiesen, weil Krähen sie in der Körpergröße deutlich übertreffen, die Weibchen in Nestnähe angreifen würden und auf Grund des Größenunterschiedes auch erhebliche Verletzungen zufügen können.[4]
- Eigröße und Eiermimikry: Viele Kuckucke haben ihre Eier in Farbe und Größe denen der Wirtseltern angepasst, es wird in der Regel eine Wirtsvogelart bevorzugt. Für den Kuckuck konnte im Fall der bläulichen Eier geklärt werden, wie es dem Kuckuckweibchen möglich ist, die gelegten Eier auf das Gelege abzustimmen: Die Weibchen besitzen auf ihren W-Geschlechtschromosomen (wie bei anderen Vögeln besitzen Weibchen ZW-Chromosomen, Männchen ZZ-Chromosomen) sowohl die Präferenz für eine bestimmte Wirtsvogelart (z. B. den Gartenrotschwanz mit bläulichem Gelege) sowie die Färbung (bläulich) und Musterung (uniform) des Eies.[5] Die Männchen des Kuckucks tragen dagegen keine genetische Information bezüglich Eifarbe, Musterung und Wirtsart. Beim Häherkuckuck fehlt diese Anpassung an einzelne Wirtsvögel. Ihre Eier sind jedoch so gefärbt, dass sie denen mehrerer Arten der Krähenvögeln entsprechen.[6]
- Entfernen von Eiern und Jungvögeln des Wirtsvogels: Gerade geschlüpfte Kuckucke einiger Gattungen (Cuculus, Caccomantis und Chrysococcis) werfen durch bestimmte schaufelnde Bewegungen des Rückens Eier und Jungvögel der Wirtseltern aus dem Nest. Einige Arten haben dafür eine kleine Mulde auf dem Rücken entwickelt.
- Höhere Durchsetzungsfähigkeit: Besonders die Küken der meisten parasitierenden Kuckucksarten, aber auch die Küken einiger anderer Brutparasiten schlüpfen nach kürzerer Brutdauer als die der Wirtseltern und wachsen vor allem in den ersten Tagen sehr schnell heran. Das verschafft ihnen gegenüber den anderen Nestlingen einen entscheidenden Fütterungs- und Wachstumsvorteil.

Josef Reichholf hat die Ansicht vertreten, dass beim in Europa vorkommenden Kuckuck der Brutparasitismus evolutionär als Reaktion auf den Wettbewerbsnachteil gegenüber anderen durch Körpergröße und -bau zu effizienteren Jagdtechniken fähigen Singvögeln entstand. Kuckucke ernähren sich demzufolge oft von behaarten Raupen und giftigen Faltern, die von anderen Singvögeln verschmäht werden, mit denen sie jedoch ihre Jungen nicht ernähren könnten. Ferner sieht er das Fressen von Wirtsvogeleiern durch Kuckucksweibchen (ebenso viele wie sie selbst in dasselbe Nest legen) als ehemalige Vorstufe des jetzigen Brutparasitismus.

### Merkmale der Wirtsvogelarten
Die meisten Kuckucksarten sind auf wenige Wirtsvogelarten spezialisiert. Geeignete Wirtsvogelarten weisen in der Regel folgende Charakteristika auf:

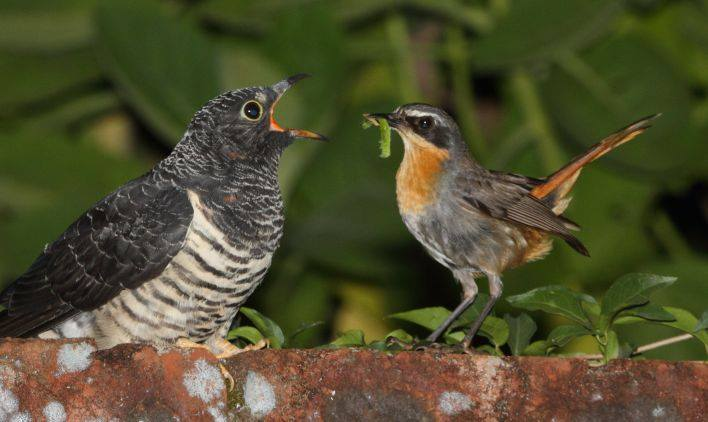
Jungvogel des Einsiedlerkuckucks wird von einem Kaprötel gefüttert.

- Zugängliches Nest: Das Nest muss entweder oben offen sein oder im Falle eines Kugelnestes eine Öffnung aufweisen, die groß genug ist, damit das Weibchen hineinschlüpfen kann.[7] Viele brutschmarotzende Arten sind außerdem auf Ansitzwarten in der Nähe des Nestes der Wirtsvogelarten angewiesen. Diese ermöglicht es den Brutschmarotzer, das Nest  des Wirtsvogels zu beobachten und den Moment abzupassen, in dem die Wirtsvogeleltern nicht in Nestnähe sind. Nester von bodenbrütenden Wirtsvogelarten des Kuckucks sind beispielsweise umso weniger parasitiert, je weiter sie von deckungsgebenden Hecken und Waldflächen entfernt sind, von denen aus der Kuckuck sie beobachten kann.
- Passende Körpergröße für eine erfolgreiche Bebrütung des Brutschmarotzereis: Eier des Brutschmarotzers dürfen weder zu klein sein, weil sie sonst zu wenig Kontakt mit dem Brutfleck des Wirtsvogels haben, noch zu groß, weil sie sonst der Wirtsvogel nicht erfolgreich bebrüten kann. Aus den bislang genauer untersuchten Brutschmarotzern und ihren jeweiligen Wirtsvogelarten hat man abgeleitet, dass das Kuckucksei bis zu 46 % kleiner sein kann als der der Wirtsvogelart. Es kann umgekehrt nicht mehr als 35 bis 38 Prozent größer sein.[7]
- Nahrung muss für Aufzucht der Nestlinge geeignet sein: Die meisten brutschmarotzenden Vogelarten sind Insektivoren. Entsprechend muss auch der Wirtsvogel ein Insektivor sein. Es gibt davon allerdings auch Ausnahmen: Der vom Goldkuckuck parasitierte Oryxweber frisst überwiegend Grassamen, trotzdem wachsen in seiner Nestern erfolgreich Goldkuckucksnestlinge heran.
- Konkurrenznachteil der Nestgeschwister: Die Nestlinge der brutschmarotzende Arten müssen sehr früh nach dem Schlupf in der Lage sein, Eier und Nestlinge des Wirtsvogels aus dem Nest zu werfen oder sie müssen alternativ ein stärkeres Bettelverhalten zeigen, um an ausreichend Futter zu gelangen.
- Ausreichende Anzahl an parasitierbaren Nestern: Die Wirtsvogelarten müssen nicht nur ausreichend häufig sein, damit brutschmarotzende Arten eine Eiablagemöglichkeit bieten. Sie müssen außerdem auch zu einem Zeitpunkt brüten, zu dem auch die brutschmarotzende Art zur Eiablage fähig ist.[8]

Wahrscheinlich beobachten einige Brutparasiten nach der Eiablage das Verhalten der Wirtseltern. Gelegentlich wurde festgestellt, dass Nester und Gelege der Wirtseltern von den Brutparasiten zerstört wurden, wenn diese das untergeschobene Ei entfernten.

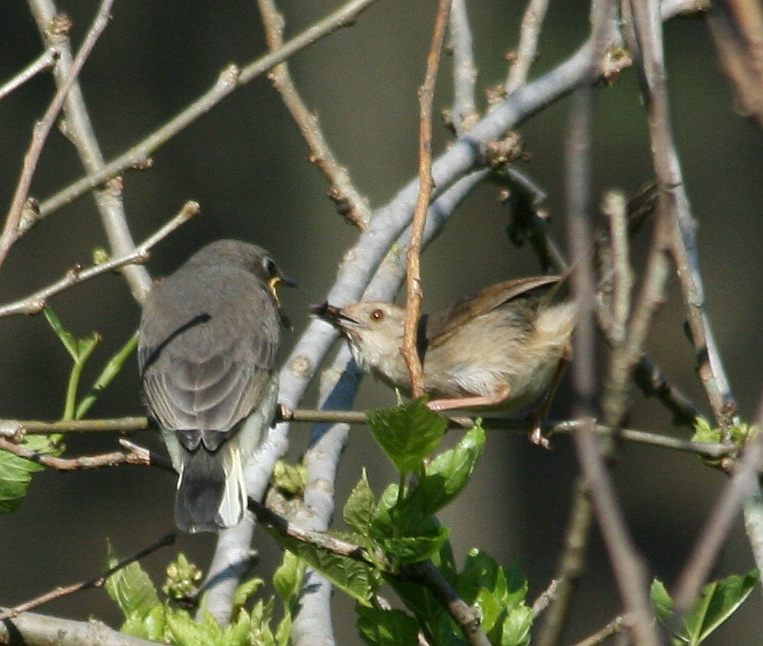
Junger Honiganzeiger mit Wirtsvogel (Cisticola)

## Andere Arten
In Afrika beheimatete Honiganzeiger suchen sich als Wirtseltern oft Bienenfresser aus, in deren Bruthöhle sie ein einziges Ei legen. Das Vorgehen ihrer Nestlinge unterscheidet sich von dem der Kuckucke, auch wenn das Ziel dasselbe ist; das Monopol an elterlicher Fürsorge für sich allein zu beanspruchen. Schlüpft das Küken vor dem Nachwuchs seiner Wirtseltern, so nutzt der junge Honiganzeiger seinen Eizahn, um deren Eier aufzupicken. Allerdings greift er auch bereits geschlüpfte Jungtiere, sofort nach dem Schlüpfen, an. Noch blind zerrt er sie entweder zum Ausgang der Höhle oder tötet sie an Ort und Stelle. Mittlerweile wurde dieses Verhalten durch Filmaufnahmen bestätigt.
Unter den Insekten ist Brutparasitismus weit verbreitet. So sind zum Beispiel alle Wespenbienen (siehe auch Kuckucksbienen) und einige Wespenarten (Kuckuckswespen) obligate Brutparasiten. Wespenbienen, die auf Grund ihrer Brutbiologie auch Kuckucksbienen genannt werden, parasitieren vor allem Sandbienenarten. Da die meisten Wespenbienen wirtsspezifisch sind, kann eine starke Vermehrung dieser Insekten zum Zusammenbruch der Bestände der Wirtsart führen, was allerdings auch den lokalen Zusammenbruch der parasitären Art nach sich zieht. Auch unter den Schwebfliegen gibt es eine Reihe obligater Brutparasiten, so zum Beispiel (Volucella pellucens), die Hummel-Schwebfliege.

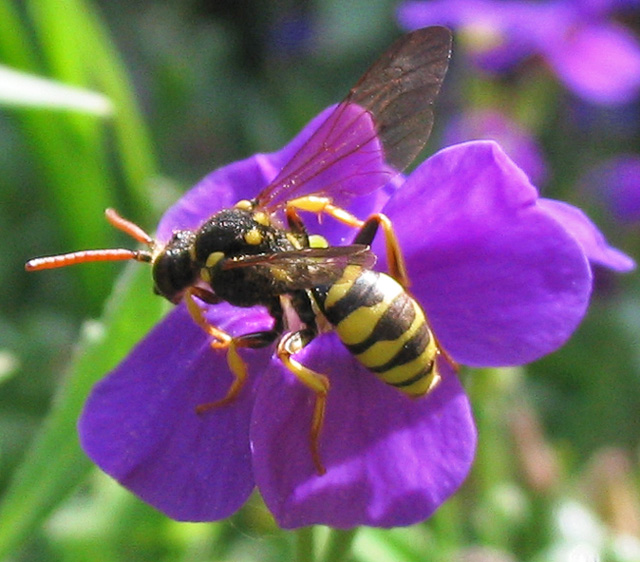
Wespenbiene

Die einzigen Fische, von denen bekannt ist, dass sie Brutparasitismus betreiben, sind die hauptsächlich im Tanganjikasee vorkommenden Kuckucks-Fiederbartwelse (Synodontis multipunctatus und S. grandiops), die ihre Eier maulbrütenden Cichliden unterschieben.

## Wissenschaftsgeschichte

### Einordnung einzelner Arten als Brutschmarotzer

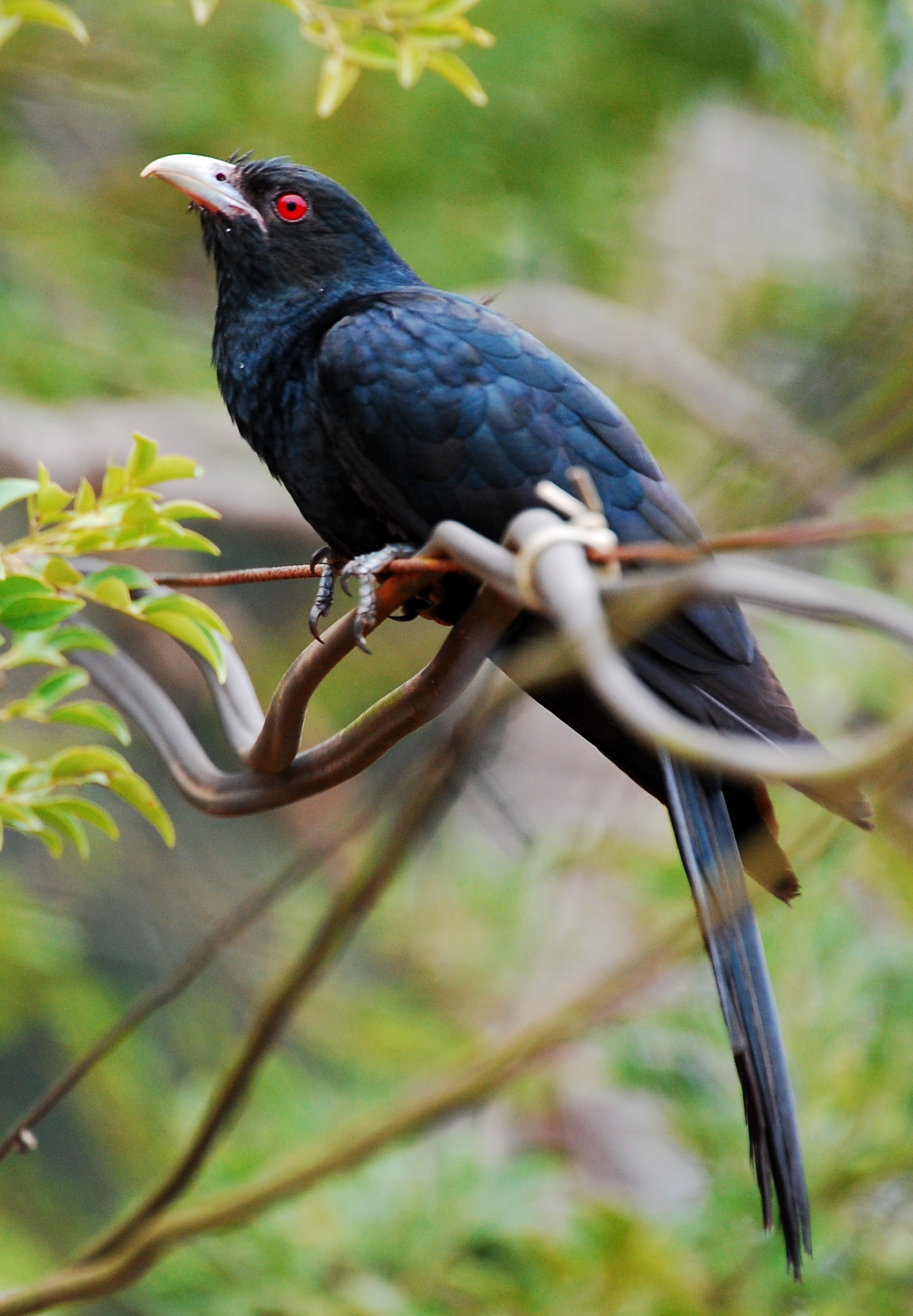
Ein Indischer Koel (Eudynamys scolopaceus), die historisch erste Vogelart, für die Brutparasitismus erwähnt wird.

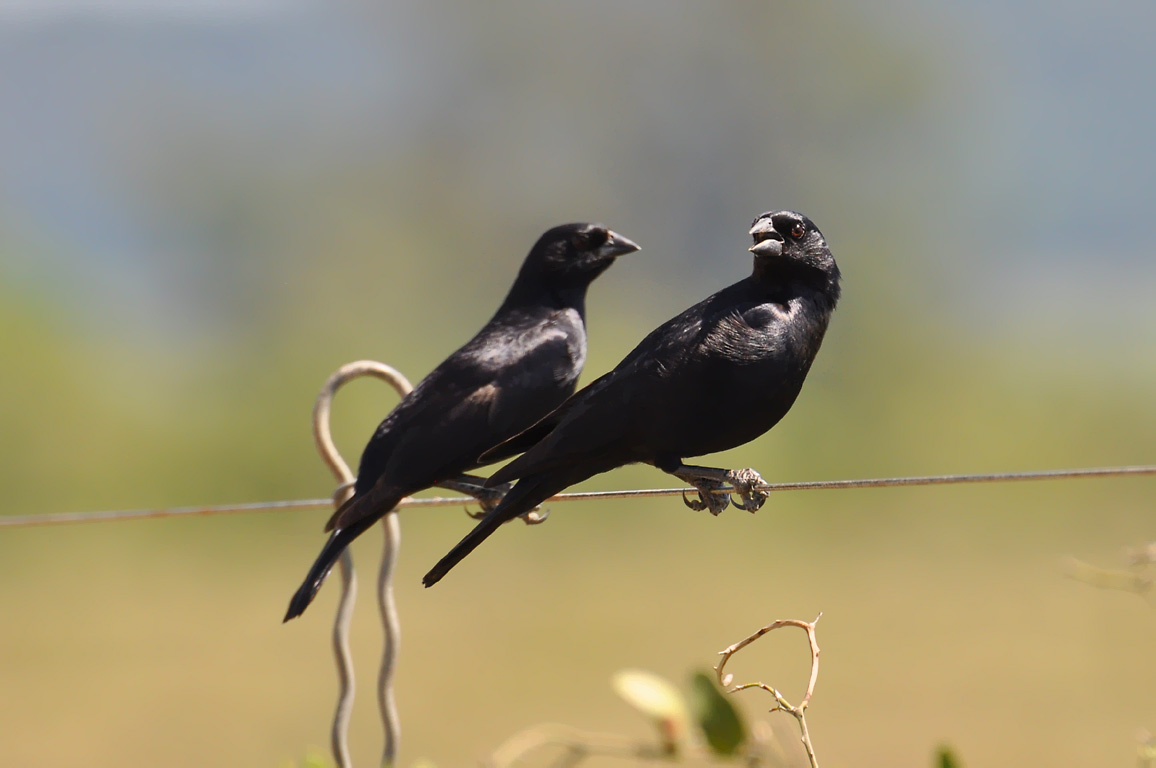
Rotachsel-Kuhstärlinge, eine der brutschmarotzenden Arten außerhalb der Kuckucke

Die ältesten Bezüge auf Brutparasitismus finden sich in den indischen Veden ca. 2000 v. Chr.: kommentiert wird in diesen Schriften das Verhalten des zu den Kuckucken gehörenden Eudynamys scolopaceus, der als ein Vogel bezeichnet wird, der von anderen aufgezogen wird. Weitere Details werden nicht angegeben. Erst um etwa 375 n. Chr. wird in einer weiteren Schrift aus diesem Kulturraum festgehalten, dass diese Art bei Krähen herangezogen wird. Diese werden auch heute als die häufigsten Wirtsvögel eingestuft. Griechische Naturphilosophen haben bereits im 4. Jahrhundert v. Chr. den Brutparasitismus des in Eurasien verbreiteten Kuckucks kommentiert. Die nächste Erwähnung einer brutschmarotzenden Art erfolgte durch Jahangir, einen Herrscher des Mogulreiches (1605–1627), der festhielt, dass Clamator jacobinus Timalien als Wirtsvögel nutzte.
1802 wurde Brutparasitismus erstmals für eine Vogelart beschrieben, die nicht zu der Familie der Kuckucke gehörte: Félix de Azara, einer der bedeutendsten spanischen Südamerikaforscher, hielt in diesem Jahre fest, dass der Glanzkuhstärling in Paraguay und Argentinien ein Brutschmarotzer sei. 1806 hielt der französische Ornithologe François Levaillant fest, dass weitere Vertreter aus der Familie der Kuckucke, nämlich  Cuculus clamosus, Cuculus gularis und der Goldkuckuck Brutschmarotzer sind. 1810 berichtete Alexander Wilson, dass mit dem Braunkopf-Kuhstärling eine weitere Art außerhalb der Kuckucke seine Jungvögel nicht selbst heranzieht. Er beobachtete ein Weibchen des Braunkopf-Kuhstärlings, das auf dem Nest eines Rotaugenvireos saß und entdeckte wenig später, dass sich im Nest ein Ei befand, welches sich deutlich von den anderen Eiern im Gelege unterschied. Alfred Brehm führte 1853 für den Häherkuckuck erste Belege an, dass es sich hier um einen Brutschmarotzer handele. 1861 war sicher, dass auch der Rotaugenkuhstärling seine Jungvögel von fremden Eltern groß ziehen ließ. 1867 entdeckte man dieses Verhalten auch bei einem Vertreter der Honiganzeiger und hatte damit eine dritte Familie gefunden, bei denen Vertreter Brutparasitismus betrieben. Der argentinisch-britische Ornithologe William Henry Hudson entdeckte 1874, dass Brutparasitismus auch beim Rotachsel-Kuhstärling zutraf. Über seine Entdeckung schrieb er darüber nicht weniger stolz zu sein, als wenn er einen neuen Planeten am Himmel entdeckt hätte. 1894 wurde dieses Verhalten auch beim Riesenkuhstärling festgestellt, womit alle fünf Arten der Gattung dieses Verhalten zeigen. Innerhalb der Familie der Stärlinge, zu der die Kuhstärlinge gehören, gibt es keine weiteren Vertreter, die Brutparasitismus zeigen. 1879 wurde mit dem Fratzenkuckuck eine weitere Art aus der Familie der Kuckucke den Brutschmarotzern zugeordnet.
Die Einordnung weiterer Arten als Brutschmarotzer setzte sich im 20. Jahrhundert fort: Mit den Witwenvögeln wurde 1907 eine weitere Familie festgestellt, die zu den Brutschmarotzern gehört. Der Streifenkuckuck wurde 1909, der Pfauenkuckuck 1914 als Brutschmarotzer eingeordnet. 1918 entdeckte man auch, dass es mit der Kuckucksente eine brutschmarotzende Art unter den Entenvögeln gibt. Für die Gattung Pachycoccyx wurde dies 1936 festgestellt, der britische Ornithologe Reginald Ernest Moreau wies 1939 darauf hin, dass es ausreichend Hinweise gäbe, auch die Gattung Cercococcyx als Brutschmarotzer einzustufen. Für die meisten Arten dieser Gattung ist jedoch noch unklar, welches die typischen Wirtsvögel sind. Dagegen kennt man die Wirtsvögel des Fasanenkuckucks, hat bislang aber nicht beobachtet, ob er andere Nestlinge und Eier nach dem Schlupf aus dem Nest entfernt.

### Gründe des Brutparasitismus
Sehr früh wurde von europäischen Naturkundlern auch nach den Gründen für das Verhalten des Kuckucks gefragt.
Der englische Kleriker Edward Topsell erklärte 1614 in seinem The Fowles of Heaven den Brutparasitismus des Kuckucks mit dem wundersamen Wirken Gottes. Die fehlenden elterlichen Instinkte dieser Vogelart habe der Schöpfer in seiner gütigen Weise dadurch ausgeglichen, dass andere Vögel für ihn die Aufgabe übernehmen würden, seine Jungen groß zu ziehen. Der französische Anatom Herissant (1752) und der britische Pfarrer und Ornithologe Gilbert White (1789) konnten sich die fehlende elterliche Fürsorge nur durch einen anatomischen Defekt erklären, der es diesen unmöglich mache, ihre Eier selbst auszubrüten. Der englische Landarzt Edward Jenner widerlegte diese These allerdings 1788 durch ein praktisches Experiment: Er schob einem Kuckucksnestling, der im Nest einer Heckenbraunelle heranwuchs, zwei angebrütete Eier der Bachstelze unter. Diese schlüpften erfolgreich, was Jenner als Beleg ansah, dass der Kuckuck anatomisch sehr wohl in der Lage sei, Eier auszubrüten. Jenner argumentierte dagegen, dass der Kuckuck sich eine zu kurze Zeit in seinen Sommerquartieren aufhalte, um erfolgreich selbst Junge großziehen zu können. Im Marschland um Cambridge halte sich der Kuckuck nach seiner Eiablage nur noch sechs Wochen auf, bis er in sein Winterquartier aufbreche. Es würde aber vom Ei bis zum selbständigen Jungvogel acht Wochen vergehen. Bereits 1824 argumentierte der Naturforscher John Blackwall dagegen, dass die frühe Migration des Kuckucks eher eine Folge des Brutparasitismus sei als seine Ursache und wies auch darauf hin, dass das Herausbefördern von anderen Eiern und Jungvögeln durch den frisch geschlüpften Kuckuck bei einem Brutparasiten ein sinnvolles Verhalten sei. Die Entstehung dieses Verhaltens vermochte er dagegen nicht zu erklären. Dies blieb Charles Darwin vorbehalten, der im achten Kapitel seines 1859 veröffentlichten Hauptwerks Über die Entstehung der Arten das Verhalten des Kuckucks aus einer evolutionären Entwicklung heraus erklärte. Er wies auch auf die positiven Folgen des Brutparasitismus hin: der von elterlicher Fürsorge befreite Kuckuck kann früher seine Sommergebiete verlassen und der Jungvogel wächst ohne Nahrungskonkurrenten heran. Darwin argumentierte auch, dass die Akzeptanz des Kuckuckseis durch den Wirtsvogel ein fehlgeleiteter Instinkt sei.

### Verhaltensanpassungen
Europäische Naturforscher haben sich sehr detailliert mit den Verhaltensanpassungen des Kuckucks auseinandergesetzt, die ihm den Brutparasitismus ermöglichen. Er ist im Vergleich zu anderen brutschmarotzenden Arten die vermutlich am besten untersuchte Art.

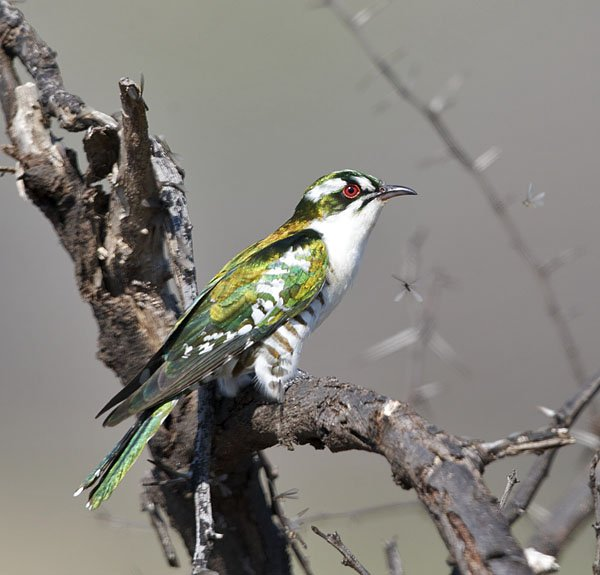
Der Goldkuckuck zeigt zahlreiche Verhaltensweisen, die auch beim Kuckuck zu finden sind

Der Ähnlichkeit zwischen dem Ei des Kuckucks und den Eiern des Wirtsvogels war man sich bereits im 18. Jahrhundert bewusst. Gegen Ende des 19. Jahrhunderts versuchte man zu klären, ob die Kuckucksweibchen in der Lage sind, die Farbe ihrer Eier anzupassen oder ob sie wie andere Vogelweibchen Eier legten, die in ihrer Schalenfarbe immer gleich sind. Um dies herauszufinden, sammelten Ornithologen wie August Carl Eduard Baldamus gezielt Serien von Kuckuckseiern, bei denen man sich sicher sein konnte, dass sie wegen des territorialen Verhaltens der Art von jeweils einem Weibchen stammten. Da sich dabei zeigte, dass sich die Eier eines Weibchens glichen, war man sich bereits zu dem Zeitpunkt sicher, dass sich der Kuckuck auf jeweils eine Wirtsvogelart spezialisierte.
Eine sorgfältig durchgeführte Feldstudie an mehreren Kuckuckweibchen, die Edgar Chance zwischen 1918 und 1925 durchführte, klärte wesentliche Punkte im Verhalten des Kuckucks. Er konnte nachweisen, dass Weibchen tatsächlich bevorzugt Nester einer Wirtsvogelart aufsuchen, dass sie die Nester ihres Wirtsvogels zuvor beobachten und dass die Eiablage innerhalb weniger Sekunden direkt in das Nest des Wirtsvogels stattfindet. Da man immer wieder Kuckucksweibchen mit einem Ei im Schnabel beobachtete, hatte man es zuvor für möglich gehalten, dass das Weibchen am Boden sitzend das Ei legt, dieses dann in den Schnabel nimmt und in das Nest des Wirtsvogels legt. Chance konnte belegen, dass die Eier, die Kuckucksweibchen im Schnabel tragen, Eier aus dem Gelege des Wirtsvogel sind. Den gesamten Vorgang der Eiablage konnte er 1921 sogar filmen. Die Ergebnisse der Untersuchungen von Chance sind durch eine Reihe ähnlicher folgender Feldstudien bestätigt. Ebenso hat sich an anderen brutschmarotzenden Arten wie beispielsweise dem Goldkuckuck gezeigt, dass Verhaltensanpassungen, die beim Kuckuck zu finden sind, auch bei anderen brutschmarotzenden Arten vorkommen.

## Einzelbelege
1. 1 2  Davies: Cuckoos, Cowbirds and Other Cheats. S. 11.
2. ↑  Davies: Cuckoos, Cowbirds and Other Cheats. S. 12.
3. 1 2  Davies: Cuckoos, Cowbirds and Other Cheats. S. 31 und S. 32.
4. ↑  Davies: Cuckoos, Cowbirds and Other Cheats. S. 102.
5. ↑  Frode Fossøy, Michael D. Sorenson, Wei Liang, Torbjørn Ekrem, Arne Moksnes, Anders P. Møller, Jarkko Rutila, Eivin Røskaft, Fugo Takasu, Canchao Yang, Bård G. Stokke: Ancient origin and maternal inheritance of blue cuckoo eggs. In: Nature Communications, Band 7, Artikel Nummer 10272, 12. Januar 2016, doi:10.1038/ncomms10272.
6. ↑  Davies: Cuckoos, Cowbirds and Other Cheats. S. 100.
7. 1 2  Davies, S. 130
8. ↑  Davies, S. 131.
9. ↑  A stab in the dark: chick killing by brood parasitic honeyguides (auf Englisch) Abgerufen am 7. April 2021.
10. ↑  Natural born killers (auf Englisch) Abgerufen am 7. April 2021.
11. 1 2  Davies: Cuckoos, Cowbirds and Other Cheats. S. 14.
12. ↑  Davies: Cuckoos, Cowbirds and Other Cheats. S. 3.
13. 1 2  Davies: Cuckoos, Cowbirds and Other Cheats. S. 19.
14. 1 2  Davies: Cuckoos, Cowbirds and Other Cheats. S. 15.
15. 1 2  Davies: Cuckoos, Cowbirds and Other Cheats. S. 18.
16. ↑  Davies: Cuckoos, Cowbirds and Other Cheats. S. 20.
17. ↑  Davies: Cuckoos, Cowbirds and Other Cheats. S. 22.
18. ↑  Davies: Cuckoos, Cowbirds and Other Cheats. S. 24.
19. ↑  Davies: Cuckoos, Cowbirds and Other Cheats. S. 17.
20. ↑  Davies: Cuckoos, Cowbirds and Other Cheats. S. 4.
21. 1 2 3 4  Davies: Cuckoos, Cowbirds and Other Cheats. S. 5.
22. ↑  Davies: Cuckoos, Cowbirds and Other Cheats. S. 8.
23. ↑  Davies: Cuckoos, Cowbirds and Other Cheats. S. 9.
24. ↑  Davies: Cuckoos, Cowbirds and Other Cheats. S. 29.
25. ↑  Secrets of Nature: The Cuckoo's Secret (1922). Wild Film History, abgerufen am 16. Juli 2016.
26. ↑  Davies: Cuckoos, Cowbirds and Other Cheats. S. 82 bis S. 87.